# La Barre (Alt Saona)
La Barre és un municipi francès situat al departament de l'Alt Saona i a la regió de Borgonya - Franc Comtat. L'any 2007 tenia 99 habitants.

## Demografia

### Població
El 2007 la població de fet de La Barre era de 99 persones. Hi havia 38 famílies, de les quals 8 eren unipersonals (8 dones vivint soles i 8 dones vivint soles), 15 parelles sense fills, 11 parelles amb fills i 4 famílies monoparentals amb fills.
La població ha evolucionat segons el següent gràfic:
Habitants censats

### Habitatges
El 2007 hi havia 47 habitatges, 39 eren l'habitatge principal de la família, 6 eren segones residències i 3 estaven desocupats. 37 eren cases i 10 eren apartaments. Dels 39 habitatges principals, 28 estaven ocupats pels seus propietaris, 9 estaven llogats i ocupats pels llogaters i 1 estava cedit a títol gratuït; 1 tenia dues cambres, 7 en tenien tres, 10 en tenien quatre i 21 en tenien cinc o més. 30 habitatges disposaven pel capbaix d'una plaça de pàrquing. A 16 habitatges hi havia un automòbil i a 20 n'hi havia dos o més.

### Piràmide de població
La piràmide de població per edats i sexe el 2009 era:
| Homes | Edats   | Dones |
| ----- | ------- | ----- |
| 0     | 95 o +  | 0     |
| 0     | 90 a 94 | 0     |
| 4     | 85 a 89 | 0     |
| 0     | 80 a 84 | 0     |
| 0     | 75 a 79 | 8     |
| 0     | 70 a 74 | 0     |
| 4     | 65 a 69 | 4     |
| 0     | 60 a 64 | 0     |
| 4     | 55 a 59 | 4     |
| 0     | 50 a 54 | 8     |
| 0     | 45 a 49 | 0     |
| 0     | 40 a 44 | 0     |
| 0     | 35 a 39 | 0     |
| 4     | 30 a 34 | 4     |
| 4     | 25 a 29 | 0     |
| 0     | 20 a 24 | 4     |
| 0     | 15 a 19 | 8     |
| 0     | 10 a 14 | 0     |
| 4     | 5 a 9   | 0     |
| 4     | 0 a 4   | 4     |

## Economia
El 2007 la població en edat de treballar era de 57 persones, 42 eren actives i 15 eren inactives. De les 42 persones actives 41 estaven ocupades (24 homes i 17 dones) i 1 aturada (1 dona i 1 dona). De les 15 persones inactives 5 estaven jubilades, 3 estaven estudiant i 7 estaven classificades com a «altres inactius».
Activitats econòmiques
L'únic establiment que hi havia el 2007 era d'una empresa de construcció.
L'únic servei als particulars que hi havia el 2009 era un paleta.
L'any 2000 a La Barre hi havia 3 explotacions agrícoles.

## Poblacions més properes
El següent diagrama mostra les poblacions més properes.